# كالمان جاي كوهن
كالمان جاي كوهن (بالإنجليزية: Kalman J. Cohen)‏ هو اقتصادي أمريكي، ولد في 1932، وتوفي في 12 سبتمبر 2010.